# Dipsacus acaulis
Dipsacus acaulis là một loài thực vật có hoa trong họ Kim ngân. Loài này được (A.Rich.) Napper mô tả khoa học đầu tiên năm 1968.